# Halima Xudoyberdiyeva
Halima Xudoyberdiyeva, född 17 maj 1947 i Boyovut i provinsen Syr-Darja, död 17 augusti 2018 i Tasjkent, var en uzbekisk poet.
Hon föddes i kolchosen Taraqqiyot i Surchondarjaprovinsen i nuvarande Uzbekistan. 1972 tog hon examen från journalistiska fakulteten vid Tasjkents universitet. Under studietiden gav hon ut sin första diktsamling, Ilk Muhabbat (Första kärleken). Efter examen började hon arbeta som redaktör på tidningen Saodat. 1975–1977 utbildade hon sig vid Maksim Gorkijs litteraturinstitut i Moskva och blev 1978 chef vid sovjetiska bokförlaget Molodaja Gvardija. Från 1984 till 1994 var hon chefredaktör för Saodat.
Hennes dikter har översatts till engelska och ryska.